# The Elegants
The Elegants sind eine US-amerikanische Doo-Wop-Gruppe, die 1958 von Vito Picone, Arthur Venosa, Frank Tardogano, Carman Romano und James Mochella in South Beach, Staten Island, gegründet wurde.

## Geschichte
Normalerweise fühlten sich die fünf eher als Straßenmusiker, bis ihr Song Little Star eher zufällig ein Millionenseller wurde und Nummer eins der amerikanischen Charts erreichte. Das Lied war zeitgleich auch Platz eins der R&B-Charts und erhielt eine Gold-Auszeichnung. In Großbritannien kam Little Star auf Platz 25.
Nach diesem überraschenden Erfolg reisten die Teenager quer durch die Vereinigten Staaten als Vorgruppe von Stars wie Buddy Holly, Dion and the Belmonts, Chuck Berry und Jerry Lee Lewis. Die Nachfolgesingles erreichten weder die Pop- noch die R&B-Hitlisten, und die Band fiel auseinander. The Elegants gelten auch als One Hit Wonder.
Ende der 1960er begann Leadsänger Vito Picone, die Band erneut zu beleben. Er scharte drei neue Sänger um sich (Fred Redmond, Nino Amato und Bruce Copp) und ist mit dieser Gruppe bis zum heutigen Tage noch überall in den USA unterwegs. Sie treten auch jährlich beim „San Gennaro-Festival“ in Little Italy (New York City) auf und zählen dort zu den Hauptacts.

## Diskografie
Die Liste enthält alle in den USA erschienenen Singles. In Fettdruck sind die unterschiedlichen Gruppennamen, unter denen die Singles veröffentlicht wurden, angegeben, anschließend folgen das Erscheinungsjahr/Monat – Titel A-Seite / Titel B-Seite – US-Katalognummer – Hitparadenplatzierung.
Pat Cordel And The Crescents
- 1956/11 – Darling Come Back / My Tears – Club 1011

The Elegants
- 1958/06 – Little Star / Getting Dizzy – Apt 25005 – US # 1[5], US R&B #1[6]
- 1958/10 – Please Believe Me / Goodnight – Apt 25017
- 1959/02 – True Love Affair / Pay Day – Apt 25029
- 1960/01 – Little Boy Blue / Get Well Soon – Hull 732
- 1960/06 – Speak Low / Let The Prayers Be With You – United Artists UA 230
- 1960/12 – Happiness / Spiral – United Artists UA 295
- 1961 – Tiny Cloud / I've Seen Everything – ABC 10219
- 1963 – A Dream Come True / Dressin' Up – Photo 2662
- 1965 – Wake Up /Bring Back Wendy – Laurie 3298

Vito Piccone With The Elegants
- 1963 – Path In The Wilderness / Get On The Right Track – IPG 1016

Vito And The Elegants
- 1965 – A Letter From Viet Nam / Barbara Beware – Laurie 3283
- 1965 – Belinda / Lazy Love – Laurie 3324
- 1981 – Maybe / Woo Woo Train – CrysB 139